# Glyptothorax longicauda
Glyptothorax longicauda är en fiskart som beskrevs av Li, 1984. Glyptothorax longicauda ingår i släktet Glyptothorax och familjen Sisoridae. Inga underarter finns listade i Catalogue of Life.